# Женская сборная Австралии по хоккею с шайбой
Женская сборная Австралии по хоккею с шайбой представляет Австралию на международных турнирах по хоккею с шайбой. Управляется Федерацией хоккея Австралии. Главный тренер сборной — Рокки Паджен.
Первый официальный матч сыграла 22 марта 2000 года против Нидерландов (0:2).
На данный момент сборная занимает двадцать четвёртое место в мировом рейтинге. Лучшее достижение сборной — 20-е место на Чемпионате мира 2004 года.

## Выступления на чемпионатах мира
- 2000 — 23-е место
- 2001 — 21-е место
- 2003 — 21-е место (первое место в дивизионе III, переход в дивизион II)
- 2004 — 20-е место (пятое место в дивизионе II, вылет в дивизион III)
- 2005 — 25-е место (пятое место в дивизионе III)
- 2007 — 22-е место (первое место в дивизионе III, переход в дивизион II)
- 2008 — 21-е место (шестое место в дивизионе II, вылет в дивизион III)
- 2011 — 21-е место (второе место в дивизионе III)
- 2012 — 23-е место (третье место в дивизионе IIA)